# Københavns Universitets Biblioteksservice
Københavns Universitetsbibliotek (tidligere Københavns Universitets Biblioteks- og Informationsservice og ofte blot kaldet Universitetsbiblioteket) er hovedbiblioteket for Københavns Universitet. Københavns Universitetsbibliotek er en del af Det Kgl. Bibliotek.
Universitetsbiblioteket blev grundlagt i 1482 og var frem til 1930 en del af Københavns Universitet, hvorefter det blev lagt ind under Undervisningsministeriet. 1938 deltes biblioteket i 1. og 2. Afdeling og sidstnævnte flyttede til Nørre Fælled som bibliotek for naturvidenskaberne og medicin. I 1989 blev Universitetsbibliotekets 1. Afdeling, der servicerer de teologiske, humanistiske og samfundsvidenskabelige fag, en del af Det Kongelige Bibliotek. Som sådant eksisterer biblioteket ikke mere i sin oprindelige form, da dets funktioner er overtaget af Det Kongelige Bibliotek og Danmarks Natur- og Lægevidenskabelige Bibliotek (DNLB), 2. Afdelings navn siden 1989. Dog er det på sin vis genopstået efter 2006.
Biblioteket blev tidligt placeret i Helligåndshuset. I perioden 1553-1652 havde det til huse i "Liberihuset", placeret hvor universitetets hovedbygning i dag findes. 1653 blev det flyttet til loftet over Trinitatis Kirke, hvor det ved Københavns brand 1728 næsten gik til grunde, da 30.000 bind gik op i flammer og kun de ulovligt hjemlånte værker blev reddet (først i 1788 blev hjemlån for studenter tilladt). I 1731 var kirken genopbygget og genopbygningen af bibliotekets samlinger kunne begynde.
Efter en arkitektkonkurrence, vundet af Johan Daniel Herholdt kunne biblioteket i 1861 rykke til nye lokaler på Fiolstræde. I 1867 blev bibliotekets samlinger forøget ved sammenlægning med Det Classenske Bibliotek og kom i den anledning til at hedde "Københavns Universitetsbibliotek og det dermed forenede Classenske Bibliotek". Bl.a. derfor var de nye lokaler allerede før 1900 blevet for små og gennem årene søgte man at løse problemerne med opstilling af flere reoler end oprindelig planlagt og udflytningen af 2. Afdeling. I 1996 blev bygningen tømt og renoveret, og har indtil 2009 været fakultetsbibliotek for samfundsvidenskab og jura ved Københavns Universitet og en del af Det Kongelige Bibliotek.
1. januar 2006 genopstod Københavns Universitetsbibliotek som en del af den nye sammenlægning af Det Kongelige Bibliotek og Danmarks Natur- og Lægevidenskabelige Bibliotek: Det nye bibliotek har navnet Det Kongelige bibliotek, Nationalbibliotek og Københavns Universitetsbibliotek og har to søjler, der fungerer som hhv. nationalbibliotek og Københavns Universitetsbibliotek. Tidligere direktør for biblioteket på Handelshøjskolen i København, mag.psyk. Michael Cotta-Schønberg blev d. 1. september 2005 udnævnt til vicedirektør for Det Kongelige Bibliotek med funktion som chef for Københavns Universitetsbibliotek. Kira Stine Hansen har været vicedirektør på Det Kgl. Bibliotek og leder af Københavns Universitetsbibliotek siden 1. august 2015.
Fra 2008 indgår Københavns Universitetsbibliotek i Københavns Universitets Biblioteks- og Informationsservice, en fælles biblioteksorganisation for Københavns Universitet, omfattende samtlige biblioteker ved universitetets institutter og fakulteter. Nogle af disse biblioteker ejes af universitetet, andre indgår i Det Kongelige Bibliotek.
I september 2007 kom det frem at Københavns Universitet havde planer om at flytte biblioteket i Fiolstræde og i stedet indrette bygningerne til studiecenter og administration. I forbindelse med gennemførelse af
en Campusplan - hvor de studerende samles i 4 campusområder - omfunktioneres
bogsalen fra 2009 til en læse- og arbejdssal, fortrinsvis for specialeskrivere
fra alle fakulteter ved KU. En mindre del af bygningen anvendes af
Uddannelsesservice.

## Galleri
- Bogsalen omkring 1920 i det daværende universitetsbibliotek i Fiolstræde.
- Bogsalen i 2006
- Bogsalen i 2006